# Liste der Naturdenkmale in Wetter (Hessen)
Die Liste der Naturdenkmale in Wetter (Hessen) nennt die im Gebiet der Stadt Wetter im Landkreis Marburg-Biedenkopf in Hessen gelegenen Naturdenkmale.
| Bild                          | Bezeichnung                                     | Ortsteil, Lage                              | Beschreibung | Art        | Nr.     |
| ----------------------------- | ----------------------------------------------- | ------------------------------------------- | --- | ---------- | ------- |
| mehr Fotos \| Fotos hochladen | Gerichtslinde (Winterlinde)                     | Amönau 50° 54′ 40,1″ N, 8° 41′ 24,9″ O      | Landschaftsprägender, etwa 500 Jahre alter, 24 m hoher Baum mit 5,42 m Umfang in exponierter Lage auf einer Wiese etwa 300 m nordöstlich des Ortes. | Einzelbaum |         |
| BW                            | Schmidt’s Eiche                                 | Mellnau 50° 56′ 37,9″ N, 8° 44′ 13,4″ O     | Etwa 250 Jahre alter, 22 m hoher Baum mit 3,72 m Umfang im Wald an einer Wegekreuzung (Wetter-Christenberg).                                        | Einzelbaum |         |
| BW                            | Traubeneiche                                    | Mellnau 50° 54′ 52,4″ N, 8° 44′ 11,4″ O     | Etwa 400 Jahre alter, 12 m hoher Baum mit 4,64 m Umfang am Rande einer Waldstraße (Abt. 108).                                                       | Einzelbaum |         |
| BW                            | Schenkeiche (Traubeneiche)                      | Warzenbach 50° 52′ 32,3″ N, 8° 39′ 34,6″ O  | Etwa 500 Jahre alter, 20 m hoher Baum mit 6,9 m Umfang unweit eines Weges etwa 600 m südöstlich des Forsthauses Wollenberg.                         | Einzelbaum |         |
| Fotos hochladen               | Der Hollenberg (Sandsteinbruch bei Unterrosphe) | Unterrosphe 50° 53′ 44,2″ N, 8° 46′ 21,7″ O | 1990 als Naturschutzgebiet Sandsteinbruch am Hollenberg ausgewiesen; Fläche 4,81 Hektar; CDDA-Code: 319047.                                         |            |         |
| BW                            | Stiel-Eiche an der Wolfsburg                    | 50° 55′ 16,6″ N, 8° 43′ 20,6″ O             | | Einzelbaum | 534.819 |

## Belege
1. ↑  
Naturdenkmale in Hessen. (pdf; 405 kB) Anlage zu Kleine Anfrage der Abg. Ursula Hammann (BÜNDNIS 90/DIE GRÜNEN) vom 15.04.2011 betreffend Biotopverbund Teil 2 und Antwort der Ministerin für Umwelt, Energie, Landwirtschaft und Verbraucherschutz. Hessischer Landtag, 22. Juni 2011, S. 90–102, abgerufen am 4. Februar 2016.
2. ↑  Verordnung über „16 Einzelbäume und Baumgruppen“ als Naturdenkmale vom 15.01.2023. Landkreis Marburg-Biedenkopf, 15. Januar 2023, abgerufen am 11. März 2023.

- Karte mit allen Koordinaten:
- OSM |
- WikiMap